# Emilie Mayer
Emilie Luise Friederika Mayer (Friedland, Mecklemburgo-Pomerania Occidental, 14 de mayo de 1812-Berlín, 10 de abril de 1883) fue una compositora y escultora alemana del romanticismo. A pesar de que empezó sus estudios de composición relativamente tarde en su vida, ella fue una compositora prolífica muy reconocida en vida a lo largo de Europa, componiendo al menos 8 grandes sinfonías, 15 oberturas de concierto junto a una gran cantidad de música de cámara.
El 28 de agosto de 1840 su vida dio un sorpresivo giro cuando su padre se disparó a sí mismo, acabando con su vida en el 26° aniversario de la muerte de la madre de Emilie Mayer. Los hermanos tuvieron que abandonar la casa. La autora Marie Silling, escribió respecto de este acontecimiento: «La muerte de su padre causó su primera y gran profunda pena; con el fin de adormecer este dolor, se enterró en trabajo».